# Suki Suki Suki
Suki Suki Suki é um single de Hironobu Kageyama e Megumi Mori. Foi lançado em 21 de março de 1993 pela Denon, uma subsidiária da Nippon Columbia, e possui quatro faixas.

## Produção
O single contém a música "Mezame no Crocus (The Waking Crocus)", cantada pela japonesa Megumi Mori, que participou das trilhas de alguns animes e séries de tokusatsu, como Liveman. Esta e a faixa-título foram compostas por Yoshiro Yashima, sendo que "Suki Suki Suki" foi arranjada por Hiroaki Matsuzawa, da banda MAKE-UP. Ele, aliás, compôs "Soldier Dream", a segunda abertura de Os Cavaleiros do Zodíaco.
Um cartão de telefone com a imagem da capa deste single foi lançado, acabou se tornando um item de colecionador.
A partitura da música foi inclusa no encarte.

## Recepção
O single vendeu mais de 400.000 unidades, recebendo certificação de disco de ouro no RIAJ.
O single chegou à 61ª posição no Oricon Singles Chart.

## Faixas
| N.º            | Título                                                    | Letras                                 | Música         | Arranjo           | Duração |  |
| 1.             | "Suki Suki Suki" (voz: Hironobu Kageyama)                 | Yoshiro Yashima                        | Y. Yashima     | Hiroaki Matsuzawa | 4:32    |  |
| 2.             | "Suki Suki Suki" (em inglês; voz: H. Kageyama)            | Y. Yashima e Hitomi Tohyama (tradução) | Y. Yashima     | H. Matsuzawa      | 4:32    |  |
| 3.             | "Mezame no Crocus (The Waking Crocus)" (voz: Megumi Mori) | Y. Yashima                             | Y. Yashima     | Takayuki Hattori  |         |  |
| 4.             | "Suki Suki Suki (original karaoke)"                       | instrumental                           | Y. Yashima     | H. Matsuzawa      | 4:32    |  |
| Duração total: | Duração total:                                            | Duração total:                         | Duração total: | Duração total:    | 10:52   |  |